# Ӈ

Groß- und Kleinbuchstabe des Ӈ

Das Ӈ (kleingeschrieben ӈ) ist ein Buchstabe des kyrillischen Alphabets, bestehend aus einem Н mit Haken. Üblicherweise repräsentiert er einen stimmhaften velaren Nasal ([⁠ŋ⁠]) und wird in der lateinischen Transkription als Ng, Ŋ oder Ň dargestellt.

## Verwendung
Der Buchstabe wird in einer Reihe von Sprachen verwendet:
- Chantische Sprache – 14. Buchstabe in deren Alphabet
- Ewenische Sprache – 16. Buchstabe in deren Alphabet, jedoch künftig auslaufend wegen aussterbendem Sprachgebrauch
- Ewenkische Sprache – 16. Buchstabe in deren Alphabet, nur benutzt von in Russland lebenden Sprechern
- Kildinsamische Sprache – 23. Buchstabe in deren Alphabet
- Mansische Sprache – 16. Buchstabe in deren Alphabet, je nach Dialekt unterschiedlicher Gebrauch
- Nenzische Sprache – 16. Buchstabe in deren Alphabet, wird jedoch nur von den Tundra-Nenzen verwendet
- Niwchische Sprache – 22. Buchstabe in deren Alphabet, jedoch künftig auslaufend wegen aussterbendem Sprachgebrauch